# Cardamine flagellifera
Cardamine flagellifera är en korsblommig växtart som beskrevs av Otto Eugen Schulz. Cardamine flagellifera ingår i släktet bräsmor, och familjen korsblommiga växter. Inga underarter finns listade i Catalogue of Life.